# Aphis commensalis
Aphis commensalis är en insektsart som beskrevs av Stroyan 1952. Aphis commensalis ingår i släktet Aphis och familjen långrörsbladlöss. Inga underarter finns listade i Catalogue of Life.